# White Turns Blue
White Turns Blue es el debut internacional de Maria Mena. El álbum, publicado en 2004, contiene canciones de sus dos primeros álbumes, Another Phase y Mellow, y estuvo específicamente dirigido a los Estados Unidos. Llegó a alcanzar el puesto 102 de álbumes más escuchados en la lista de la revista Billboard.

## Temas
Todos los temas fueron escritos por Maria Mena y Arvid Solvang excepto los indicados.
1. "You're the Only One" - 2:44
2. "Fragile (Free)" - 4:00
3. "Just a Little Bit" - 3:56
4. "Blame It On Me" (Mena, Thomas Whoni) - 3:41
5. "My Lullaby" - 2:58
6. "Take You With Me" - 3:00
7. "What's Another Day" - 2:57
8. "Lose Control" - 2:41
9. "Shadow" (Mena, Whoni) - 3:40
10. "Your Glasses" - 4:02
11. "Sorry" - 2:52
12. "A Few Small Bruises" - 3:55
13. "You're the Only One" [acústico][*] - 2:46
14. "Sleep to Dream" [*] - 3:58

- [*] Bonus track

## Personal
- Maria Mena - Primera voz, segunda voz.
- Jarle Bernhoft - Segunda voz.
- Havard Caspersen - Guitarra acústica.
- Celsius - Teclado.
- Borren Flyen - Batería.
- Steffen Isaksen - Piano.
- Kjell Harald Litangen - Guitarra acústica.
- Elias Muri - Segunda voz.
- Christian Nystrom - Teclado.
- Børge Petersen Øverlier - Guitarra acústica.
- Arvid Solvang - Guitarra acústica, piano, guitarra eléctrica, teclado, segunda voz.
- Vemund Stavnes - Bajo.
- Fredrik Wallumrod - Batería.
- David Wallumrod -

## Producción
- Productor: Arvid Solvang
- Ingeniero: Arvid Solvang
- Mezcladores: Andrew Dawson, Ulf Holand, Arvid Solvang
- Masterizador: James Cruz
- A&R: Jørgen Bradtlie
- Programación: Celsius, Arvid Solvang, Thomas Whoni
- Samples: Spectrasoncicsm, Miroslav Vitous
- Arreglista: Arvid Solvang
- Directora de arte: Susanne Cerha
- Diseño: Susanne Cerha
- Fotografía: Susanne Cerha, Bjørn Opsahl
- Peluqueros: Dugg, Viveke Trønsdal
- Estilista: Tommy Løland
- Maquillaje: Linda Mehrens, Mikas

## Puestos
Álbum
| Año  | Lista           | Posición |
| ---- | --------------- | -------- |
| 2004 | Billboard 200   | 102      |
| 2004 | Top Heatseekers | 1        |

Sencillo
| Año  | Sencillo              | Lista             | Posición |
| ---- | --------------------- | ----------------- | -------- |
| 2004 | "You're the Only One" | Top 40 Mainstream | 25       |